# Mymaromella chaoi
Mymaromella chaoi is een vliesvleugelig insect uit de familie Mymarommatidae. De wetenschappelijke naam is voor het eerst geldig gepubliceerd in 1994 door Lin.